# Jamie Skeen
Jamie Skeen (Fayetteville, Carolina del Norte, 2 de mayo de 1988) es un exjugador de baloncesto estadounidense. Con 2,05 metros de estatura, jugaba en la posición de ala-pívot.

## Trayectoria deportiva

### Universidad
Jugó dos temporadas con los Demon Deacons de la Universidad de Wake Forest, en las que promedió 6,6 puntos y 4,4 rebotes por partido. En 2009 fue transferido a los Rams de la Universidad de Virginia Commonwealth, donde tras el preceptivo año de sanción que impone la NCAA para las trransferencias de jugadores, jugó dos temporadas más, En su última temporada fue incluido en el segundo mejor quinteto de la Colonial Athletic Association. Esa temporada además su equipo alcanzó contra todo pronóstico la Final Four de la NCAA, en la que cayeron en semifinales ante la otra sorpresa del torneo, Butler Bulldogs. A pesar de ello fue incluido por Associated Press en el quinteto ideal de la final a cuatro.

### Profesional
Tras no ser elegido en el Draft de la NBA de 2011, el 30 de junio firmó su primer contrato profesional con el ASVEL Lyon-Villeurbanne de la Pro A francesa, donde en once partidos de liga se quedó con unos pobres promedios de 3,0 puntos y 1,4 rebotes, siendo cortado, firmando posteriormente en diciembre con el Ironi Ashkelon de la Ligat ha'Al israelí, donde acabó la temporada mejorando sus números hasta los 9,2 puntos y 4,9 rebotes por partido.
En agosto de 2012 fichó por el Maccabi Ashdod, Allí jugó una temporada como titular, en la que promedió 11,6 puntos y 4,7 rebotes por partido. En el verano de 2013 fichó por el Sutor Basket Montegranaro italiano, con los que disputó 24 partidos en los que promedió 11,1 puntos y 4,3 rebotes, dejando el equipo en el mes de marzo de 2014 para fichar por los Caciques de Humacao de la Baloncesto Superior Nacional de Puerto Rico, competición que se desarrolla en los meses de primavera y verano. disputó únicamente nueve partidos, en los que promedió 7,3 puntos y 4,1 rebotes.
Regresó a Europa la temporada siguiente, para fichar por el Belfius Mons-Hainaut de la Ligue Ethias belga. Allí jugó una temporada, disputando además el EuroChallenge, en la que promedió 9,6 puntos y 3,9 rebotes por partido.
Tras un año en blanco, antes del comienzo de la temporada 2016-17 realizó una prueba con los Greensboro Swarm de la NBA D-League, pero abandonó el equipo sin llegar a debutar en la liga. No fue hasta el mes de diciembre cuando firmó contrato con el KB Peja de la liga de Kosovo.